# Sopot Open 2007
Il Sopot Open 2007 è stato un torneo di tennis giocato sulla terra rossa.
È stata la 10ª edizione del Sopot Open che fa parte della categoria International Series nell'ambito dell'ATP Tour 2007.
Si è giocato a Sopot in Polonia, dal 30 luglio al 6 agosto 2007.

## Campioni

### Singolare
Tommy Robredo ha battuto in finale  José Acasuso con il punteggio di 7–5, 6–0

### Doppio
Mariusz Fyrstenberg /  Marcin Matkowski hanno battuto in finale  Martín García /  Sebastián Prieto con il punteggio di 6–1, 6–1